# استان منوفیه
استان منوفیه یکی از استان‌های کشور مصر است. این استان در دلتای نیل و در شمال قاهره واقع شده است. مرکز استان منوفیه شهر شبین‌الکوم و بزرگ‌ترین شهر آن، شهر سادات است که در سال ۱۹۹۱ از استان بحیره جدا شد.. این استان به خاطر کشاورزی پررونق، به ویژه تولید پنبه، برنج و گندم، شناخته می‌شود. همچنین، منوفیه زادگاه بسیاری از شخصیت‌های برجسته مصری، از جمله انور سادات (رئیس جمهور سابق مصر) بوده است.
بر اساس آمار رسمی سال ۲۰۰۶، جمعیت این استان ۳٬۲۷۰٬۴۰۴ نفر بوده و مساحت آن ۲۵۴۳.۰۳ کیلومتر مربع است. حدود نیمی از مساحت این استان بین دو شاخه رود نیل، یعنی دمياط و رشيد، قرار دارد، در حالی که نیمه دیگر آن به عنوان یک منطقه بیابانی در غرب شاخه رشید امتداد می‌یابد و شامل شهر سادات، بزرگ‌ترین شهر استان، می‌شود. منوفیه به طور کلی از ۹ مرکز اداری تشکیل شده است که شامل ۱۰ شهر می‌شود: شبین الکوم، منوف، شهر سادات، سرس الليان، اشمون، الباجور، قويسنا، برکه السبع، تلا و شهدا.
دانشگاه منوفیه یکی از مهم‌ترین مؤسسات آموزشی این استان است که در سال ۱۹۷۶ با حکم ریاست جمهوری تأسیس شد. دانشگاه دیگری نیز در شهر سادات وجود دارد که در سال ۲۰۱۳ با نام دانشگاه شهر سادات تأسیس شد، پس از آنکه قبلاً شعبه‌ای از دانشگاه منوفیه بود. علاوه بر این، دانشگاه الريادة للعلوم والتكنولوجيا در شهر سادات، دانشگاه دلتا التكنولوجية در قويسنا و دانشگاه خصوصی منوفیه در طوخ طنبشا نیز در این استان واقع شده‌اند. همچنین، دانشکده‌هایی از دانشگاه الازهر در شبین الکوم و سادات وجود دارد.
فعالیت اقتصادی اصلی ساکنان استان کشاورزی است، زیرا زمین‌های قدیمی منوفیه بین دو شاخه نیل به دلیل حاصلخیزی خاک و فراوانی دائمی آب آبیاری از رود نیل، بسیار حاصلخیز هستند. کشاورزی در صحرای شهر سادات نیز از طریق احیای زمین‌ها وجود دارد. انواع محصولات نقدی، سبزیجات و میوه‌ها در این استان یافت می‌شود. علاوه بر این، فعالیت صنعتی در کنار فعالیت کشاورزی، به ویژه پس از الحاق شهر سادات به استان، که یکی از بزرگ‌ترین شهرهای صنعتی مصر است، به شدت در اقتصاد استان نقش دارد. مناطق صنعتی دیگری نیز در شهر قويسنا و صنایع سبک در شهر شبین الکوم وجود دارد.
استان منوفیه در سال ۲۰۰۶ در رتبه‌بندی استان‌های مصری واقع در دره نیل و دلتا از نظر کیفیت زندگی و سطح خدمات، رتبه یازدهم را به خود اختصاص داد. در مورد جاده‌ها و حمل و نقل، دو تا از مهم‌ترین جاده‌های مصر از این استان عبور می‌کنند، اولی جاده کشاورزی قاهره - اسکندریه و دومی جاده صحرایی قاهره - اسکندریه است. با این حال، بیشتر جاده‌های دیگر منوفیه با وجود تعداد زیاد مسیرهای ترابری که بیشتر نقاط استان را به هم متصل می‌کند، از وضعیت نامناسب و بی‌توجهی رنج می‌برند. این استان به عنوان خاستگاه چهار نفر از پنج رئیس جمهور اخیر مصر و همچنین بسیاری از مقام‌های بلندپایه در دستگاه اداری دولت شناخته می‌شود.

## شهرها
| استان     | شهرستان    | جمعیت (۲۰۰۱) | مساحت (کیلومتر²) | تراکم جمعیت (نفر/کیلومتر²) |
| --------- | ---------- | ------------ | ---------------- | -------------------------- |
| منف       | اشمون      | ۲۴۷۹۳۴۷      | ۱۶۱۰۵            | ۱۵۴                        |
| منف       | باجور      | ۳۶۳۹۳۰۴      | ۱۹۱۳۰            | ۱۹۰                        |
| منف       | برکه السبع | ۳۷۳۵۲۰۲      | ۱۵۱۵۲            | ۲۴۷                        |
| منف       | منوف       | ۲۵۷۳۴۸۱      | ۱۵۳۵۹            | ۱۶۸                        |
| منف       | شهر سادات  | ۴۸۷۲۶۲۲      | ۱۰۸۰۷            | ۴۵۱                        |
| منف       | سرس اللیان | ۴۴۰۵۵۲۱      | ۱۱۳۹۱            | ۳۸۷                        |
| منف       | تلا        | ۳۶۸۶۴۶۰      | ۲۱۷              | ۱۶۹۸۸                      |
| منف       | شهداء      | ۳۴۷۷۰۷۹      | ۱۱۸۲۳            | ۲۹۴                        |
| منف       | شبین الکوم | ۲۵۶۵۴۱۲      | ۱۶۰۲۹            | ۱۶۰                        |
| منف       | قویسنا     | ۴۲۱۸۴۱۶      | ۸۷۲۷             | ۴۸۳                        |
| جمع استان |            | ۳۱۱۲۴۰۰      | ؟                |                            |